# Ульссон, Свен (футболист, 1888)
Свен Адам Альберт Ульссон (швед. Sven Adam Albert Ohlsson; Пустой шаблон {{ВД-Преамбула}} ) — шведский футболист, нападающий. Выступал за национальную сборную Швеции. Участник Олимпийских игр 1908 года.

## Биография
На клубном уровне выступал за «Мариберг».
В октябре 1908 года был в составе сборной Швеции на Олимпийских играх 1908 года. На турнире принял участие в одной встрече с Великобританией, завершившейся поражением шведов со счётом 1:12.
В общей сложности провёл за сборную Швеции два матча.
Умер в Эребру 27 декабря 1947 года.